# 火口のふたり
『火口のふたり』（かこうのふたり）は、白石一文の小説。2012年11月12日に単行本が河出書房新社より刊行され、2015年6月8日に文庫化された。
本作は2011年に起きた東日本大震災をきっかけに白石が生きることの意味を見つめ直して書き上げた作品であり、数年ぶりに出会ったいとこ同士の男女が互いに抑えきれない感情の深みに堕ちていく危険な関係性を描いている。
2019年に柄本佑と瀧内公美のダブル主演で映画化された。

## 登場人物
永原賢治
佐藤直子

## 評価
作家の田口ランディは「この『火口のふたり』という物語は現代の神話ではないかと思う」とした上で、「何処となく頼りがいがなくて不安に駆られている主人公を憎むことができないし、火口付近で性行為をする2人の姿が言い様もなく切ない」と評した。作家の窪美澄は著者の白石について「「生きるとは何か」を常に誠心誠意問い詰めてきた作家であると思う」とした上で、「特に東日本大震災で発生した原発事故によりその取り組み方や描き出す作品に凄みが増してきたような感じがする」と評した。

## 書籍情報

### 単行本
2012年11月12日発売、河出書房新社、ISBN 978-4-309-02142-3

### 文庫本
2015年6月8日発売、河出文庫、ISBN 978-4-309-41375-4

## 映画
2019年8月23日に公開。荒井晴彦監督。柄本佑と瀧内公美のダブル主演で、出演者もこの2人のみとなっている。撮影は2018年夏に10日間行われ、舞台を原作にある福岡県から秋田県に原作者の白石の許可を得た上で変更された。R18+指定。

### キャスト
- 永原賢治：柄本佑[3]
- 佐藤直子：瀧内公美[3]

### スタッフ
- 監督・脚本：荒井晴彦
- 原作：白石一文「火口のふたり」（河出文庫刊)
- 音楽：下田逸郎
- 製作：瀬井哲也、小西啓介、梅川治男
- エグゼクティブプロデューサー：岡本東郎、森重晃
- プロデューサー：田辺隆史、行実良
- 企画：寺脇研
- 企画協力：河出書房新社
- 撮影：川上皓市
- 照明：川井稔、渡辺昌
- 録音：深田晃
- 装飾：髙桑道明
- 衣装：小川久美子
- 美粧：永江三千子
- 編集：洲崎千恵子
- 音響効果：齋藤昌利
- 制作担当：東克治
- 助監督：竹田正明
- 写真：野村佐紀子
- 絵：蜷川みほ
- タイトル：野口覚
- 特別協力：あきた十文字映画祭実行委員会、よこてフィルムコミッション、秋田フィルムコミッション研究会
- 配給：ファントム・フィルム
- 制作プロダクション：ステューディオスリー
- 製作：「火口のふたり」製作委員会

### 挿入歌
早く抱いて
作詞・作曲：下田逸郎 / 唄：伊東ゆかり
この世の夢
作詞・作曲：下田逸郎 / 唄：下村陽子
紅い花咲いた
作詞・作曲：下田逸郎 / 唄：下村陽子

### 受賞
- 第41回ヨコハマ映画祭[7]
  - 作品賞
  - 最優秀新人賞（瀧内公美）
  - 特別大賞（荒井晴彦）
- 映画芸術 2019年日本映画ベストテン第1位[8]
- 第93回キネマ旬報ベスト・テン[9]
  - 日本映画ベストテン第1位
  - 主演女優賞（瀧内公美）

### 関連作品
写真集
- 『あの頃の「火口のふたり」』（モデル：柄本佑・瀧内公美、写真：野村佐紀子、文：白石一文、2019年、河出書房新社）